# 神戸市立灘図書館
神戸市立灘図書館（こうべしりつなだとしょかん、Kobe Nada Municipal Library）は、神戸市が灘区に設置している神戸市立図書館の地域拠点館である。
2016年（平成28年）度実績では、蔵書数が98,913冊で市内11館中第7位、来館者数は421,935人で第6位、貸し出し冊数は712,315冊で第5位となっている。
貸し出し条件等は神戸市立図書館#貸し出しを参照のこと。

## 概要
前史として1945年（昭和20年）12月25日に開館した神戸市立図書館灘出張所が認められるが、この出張所は1955年（昭和30年）10月1日に廃止された。その後、かつて関西学院のブランチ・メモリアル・チャペルとして使用され神戸市が買い上げた王子公園の西洋館を転用し、灘出張所の廃止から12年ぶりとなる1967年（昭和42年）10月17日に神戸市立図書館王子分館が開館した。1972年（昭和47年）、市立図書館の組織改編により分館から「灘区の拠点図書館」と位置付けられ、神戸市立王子図書館に改称する。

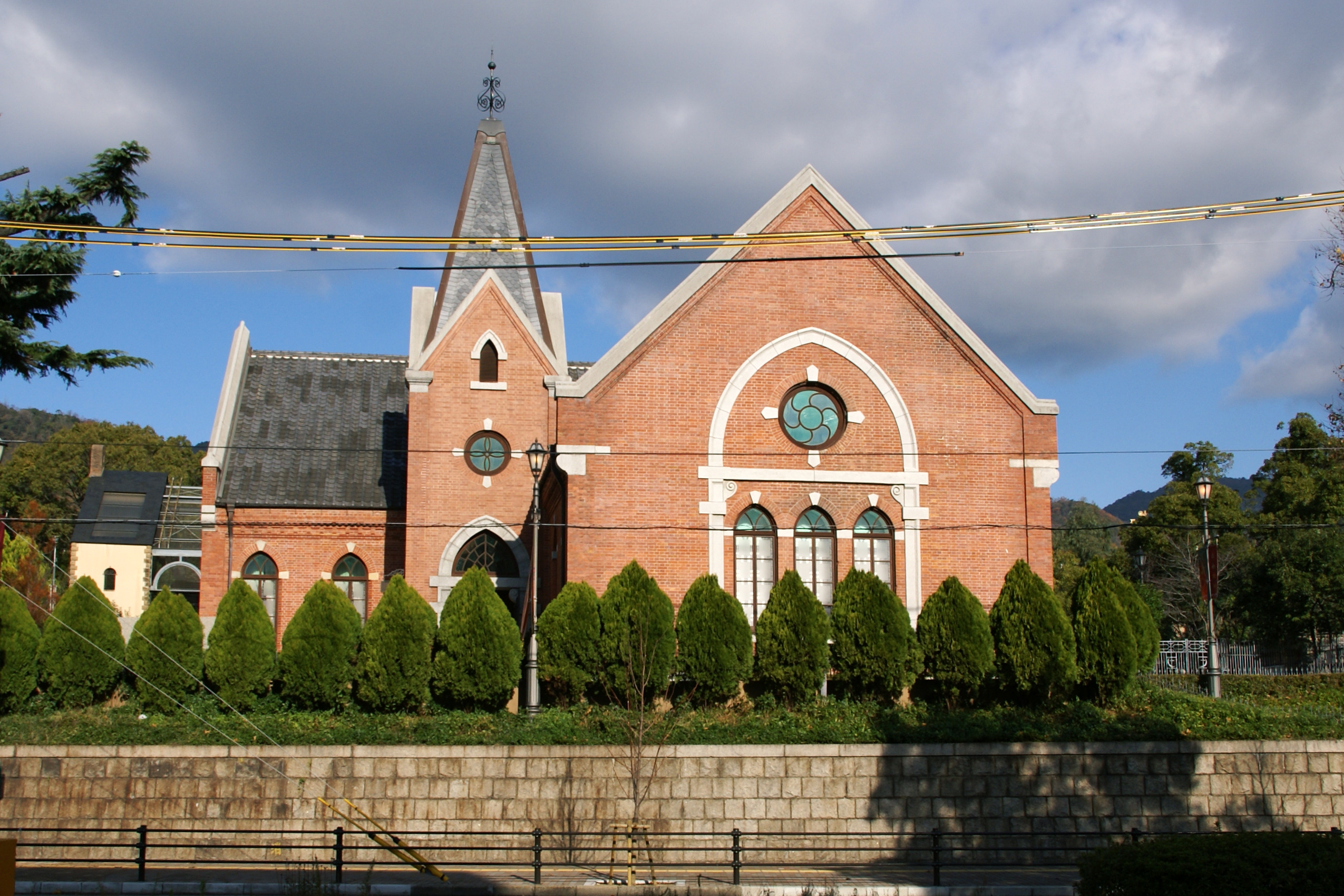
1989年まで王子図書館として使用されたブランチ・メモリアル・チャペル

1989年（平成元年）4月28日、JR六甲道駅前に開業した「フォレスタ六甲」2階へ移転し神戸市立灘図書館へ改称。ブランチ・メモリアル・チャペルは図書館の移転後に王子市民ギャラリーとして使用されたが、2006年（平成18年）には神戸文学館となっている。
フォレスタ六甲の灘図書館敷地は元神戸市会議長の成瀬佐太郎と夫人から市に寄贈されたもので、その経緯から「成瀬記念館」の副名称を冠する。同じ灘区内にある王子動物園や神戸文学館との連携を図っているのを始め、市内の地域拠点館では初めて児童・生徒向けに「読書シート」を導入した。
2012年（平成24年）に市内各区の地域拠点館で開設された「おきしお文庫」では各館ごとに収集テーマが設定されているが、灘図書館のテーマは防災・安全（生活）とされている。

## アクセス
- 657-0027 兵庫県神戸市灘区永手町4-2-1 フォレスタ六甲2階

JR神戸線・六甲道駅下車すぐ。
阪急神戸本線・六甲駅下車、南へ徒歩8分。
阪神本線・新在家駅下車、北へ徒歩7分。

### 周辺
- 灘区役所
- 神戸市立成徳小学校
- 六甲八幡神社